# Penardun Linea
La Penardun Linea è una struttura geologica della superficie di Venere.